# Fahrudin
Fahrudin ist ein bosnischer Vorname und bedeutet „Stolz des Glaubens“.
Er wird in Bosnien und Indonesien verwendet.

## Namensträger
- Fahrudin Jusufi (1939–2019), jugoslawischer Fußballspieler und -trainer
- Fahrudin Melić (* 1984), montenegrinischer Handballspieler
- Fahrudin Radončić (* 1957), bosnischer Medienunternehmer und Politiker
- Fahrudin Solak (* 1973), bosnischer Politiker